# Monnaie de réserve
Pour les articles homonymes, voir Monnaie (homonymie).

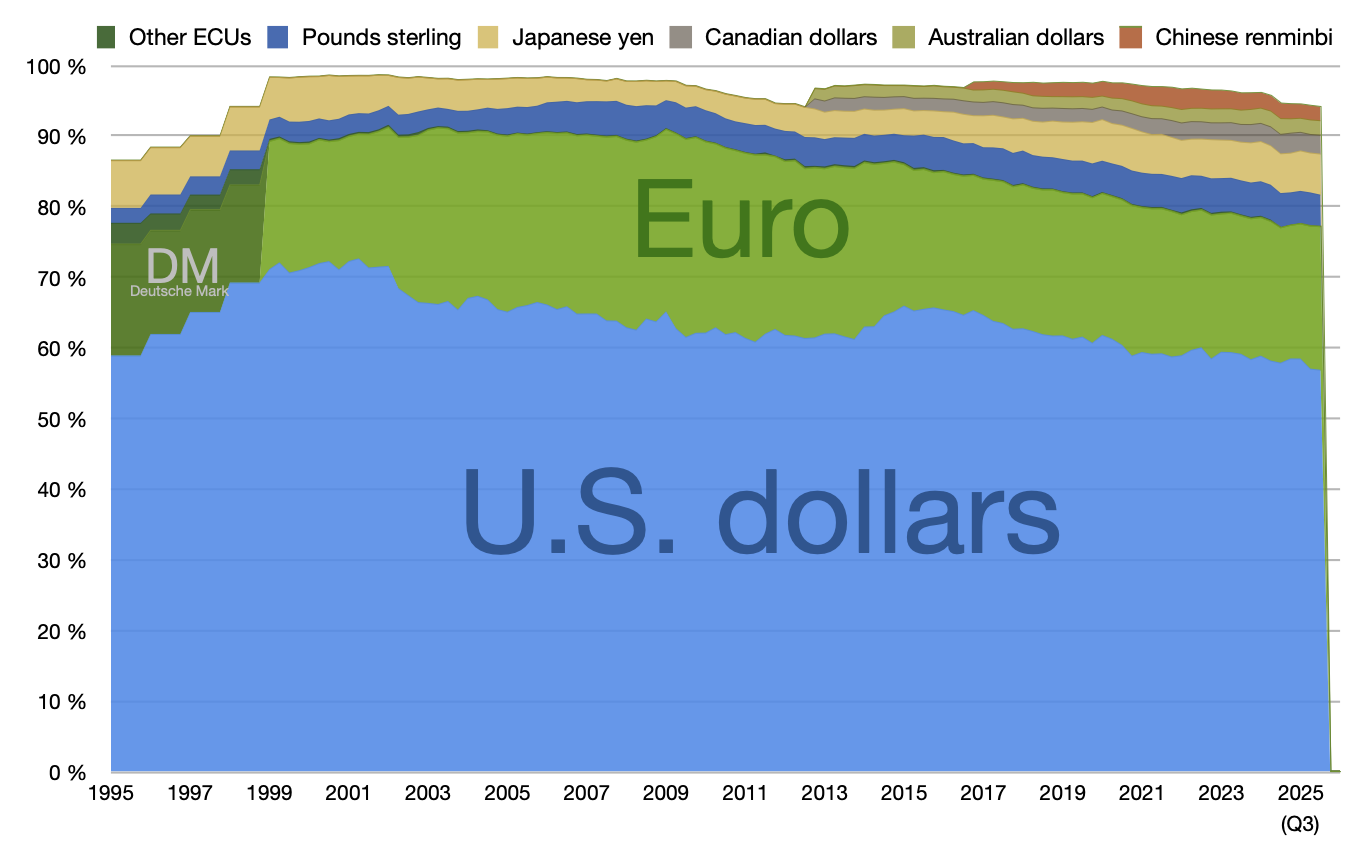
Distribution des monnaies de réserve dans le monde.

Une monnaie de réserve est une devise utilisée par les banques centrales pour constituer des réserves de change.
Le dollar américain est la principale monnaie de réserve utilisée dans le monde en 2020. Il représente alors 59% des réserves des banques centrales au quatrième trimestre, niveau le plus faible depuis 25 ans. En 2000, cette monnaie représentait 70% des réserves de change.
Au troisième trimestre 2021, les réserves mondiales de change étaient à 59.2% en dollar US, 20.5% en euro, 5.8% en yen, 4.8% en livre sterling, 2.7% en yuan et 7.1% dans d'autres devises.

## Histoire et tendances
Entre 2004 et 2024, la part du dollar dans les réserves de change diminue. Cela ne se fait pas en faveur des principales autres monnaies de réserve (comme l'euro ou le yen) mais en faveur des « monnaies de réserve non traditionnelles » comme le dollar australien, le dollar canadien, le renminbi chinois, le won sud-coréen, le dollar singapourien et les devises nordiques.
La diversification des monnaies de réserve est facilitée par de nouvelles technologies comme l' « Automated Market Maker » et les systèmes automatisés de gestion des liquidités.
La Chine a entrepris l’internationalisation du renminbi, avec un système de paiement international, des accords de swap étendus, et une monnaie numérique de banque centrale ; elle gagne un quart des parts de marché perdues par le dollar.
Les réserves de changes de nombreux pays du G-20 sont composées d'au moins 5 % de « monnaies de réserve non traditionnelles ».

## Limites
L'or ou des crypto-actifs ont pu être envisagés comme monnaie de réserve.
L'or n'est plus considéré comme une monnaie mais reste une réserve de valeur (security).
En 2024, les crypto-actifs n'apparaissent pas comme des réserves. Une solution permettant d'avoir des crypto-actifs en réserves peut-être un stablecoin en devise dont la valeur est la valeur de la devise.